# Мусуби
Мусуби је моћ постајања или стварања у јапанској религији шинтоизам. Многа божанства повезана су са мусубијем. У извештајима о стварању неба и земље у Коџикију (српски: Записи древних збивања), три божанства која су прво названа су: Таками-мусуби но Ками (српски: Узвишено мусубијско божанство), које се касније односи на богове неба; Ками-мусуби но Ками (српски: Свето мусубијско божанство), везано за богове земље; и Аме но Минака-нуши но Ками (српски: Божанство које влада небеским центром).